# پایگاه هوایی رامون
پایگاه هوایی رامون (به عبری: בסיס רמון) یک فرودگاه نظامی است که یک باند فرود آسفالت دارد و طول باند آن ۳۰۵۰ متر است. این فرودگاه در اسرائیل قرار دارد و در ارتفاع ۶۴۸ متری از سطح دریا واقع شده است. اسکادران ۲۵۳ در این پایگاه قرار دارد.

## حمله موشکی ایران
ایران طی دوبار حمله موشکی در ماه‌های آوریل و اکتبر سال ۲۰۲۴ به اسرائیل، این پایگاه را مورد هدف قرار داد. تلفات مشخص نیست.